# パウ・パトロール ザ・マイティ・ムービー
- パウ・パトロール > パウ・パトロール ザ・ムービー > パウ・パトロール ザ・マイティ・ムービー

『パウ・パトロール ザ・マイティ・ムービー』（原題: PAW Patrol: The Mighty Movie）は、2023年のアメリカ合衆国・カナダ合作のコンピュータアニメーションで製作されたアドベンチャーコメディ映画。ニコロデオン（日本国内ではテレビ東京系列など）で放送中の幼児向けTVアニメ『パウ・パトロール』が原作。2021年のアニメーション映画『パウ・パトロール ザ・ムービー』の続編。

## キャスト
| 役名                        | 声の出演（アメリカ/カナダ）  | 日本語吹き替え |
| --------------------------- | ---------------------------- | -------------- |
| ケント（ライダー）          | フィン・リー・エップ         | 潘めぐみ       |
| チェイス                    | クリスチャン・コンヴェリー   | 石上静香       |
| マーシャル                  | クリスチャン・コラ           | 小市眞琴       |
| スカイ                      | マッケナ・グレイス           | 井澤詩織       |
| ロッキー                    | カラム・ジョニカー           | 小堀幸         |
| ラブル                      | ラクストン・ハンドスパイカー | 松田颯水       |
| ズーマ                      | ナイラン・パルティパン       | 矢作紗友里     |
| ハンク                      | ジェームズ・マースデン       | 日野聡         |
| ジャネット                  | クリスティン・ベル           | 中島沙樹       |
| デロルス                    | キム・カーダシアン           | 井上喜久子     |
| ラジオDJ                    |                              | 諏訪部順一     |
| サム・キッシャー            |                              | 森川智之       |
| ヨガインストラクター        | セレーナ・ウィリアムズ       | うえだ星子     |
| ライバール市長              | ロン・パード                 | 魚建           |
| 喋るニャンパトロール        | クリス・ロック               | 水田わさび     |
| リバティ                    | マルサイ・マーティン         | 安倍なつみ     |
| ヴィクトリア・ヴァンス      | タラジ・P・ヘンソン          | 仲間由紀恵     |
| ジュニアパトローラーズ ナノ | アラン・キム                 | 種崎敦美       |
| ジュニアパトローラーズ プチ |                              | 高橋李依       |
| ジュニアパトローラーズ ミニ |                              | 鬼頭明里       |